# Saint-Basile (Québec)
Saint-Basile è un comune del Canada, situato nella provincia del Québec, nella regione di Capitale-Nationale.